# Franz Pieler (Bergbauingenieur, 1835)
Franz Caspar Maria Pieler (* 11. Mai 1835 in Arnsberg (Westfalen); † 25. Oktober 1910 in Ruda (Oberschlesien)) war deutscher Bergbaufachmann. Er war zunächst im Staatsdienst tätig, wechselte später in die Privatwirtschaft und war langjähriger Generaldirektor der Besitzungen und Industriewerke von Franz von Ballestrem.

## Leben
Pieler wurde in Arnsberg als Sohn des Landeshistorikers und Gymnasialprofessors Franz Ignatz Caspar Jacob und seiner Frau Henriette Gottschalk geboren. Er selbst heiratete Emilie, geb. Mattieu, aus der Ehe gingen sechs Söhne und fünf Töchter hervor. Darunter war sein gleichnamiger Sohn.
Nach dem Besuch des dortigen Gymnasiums studierte er das Bergfach, wurde 1885 Bergassessor, 1872 Bergmeister in Dillenburg. Gleichzeitig war er Direktor der dortigen Bergschule. 
Im Jahr 1873 schied er aus dem Staatsdienst aus und wurde Bergwerksdirektor der Vereinigungsgesellschaft für Steinkohlenbau im Wurmrevier bei Aachen und 1883 Bergwerksdirektor bei der Dortmunder Union, 1885 folgte er dem Ruf des Reichstagspräsidenten und Unternehmers Graf Franz von Ballestrem und ging nach Ruda in Oberschlesien. Unter seiner Leitung stieg hier die Kohleförderung von 0,3 auf 2,0 Millionen Tonnen pro Jahr. Er konnte die 1750 gegründete Grube Brandenburg wesentlich erweitern und eine neue Grube Castellengo eröffnen. Bis zu seinem Tod verwaltete Pieler erfolgreich den Besitz Ballestrems.
Er war nicht nur ein hoch talentierter Bergmann und Kaufmann, sondern auch ein begnadeter Erfinder und Wissenschaftler. Unter Fachleuten bekannt und geschätzt ist seine „Pieler-Lampe“, eine Schlagwetter anzeigende Lampe, die 1883 in Berlin eine Goldmedaille erhielt. Dieser Lampentyp blieb bis in die 1930er Jahre in Gebrauch. Pieler brachte seine Erfahrungen aus dem Steinkohlebergbau im Aachener Revier und im Ruhrgebiet mit nach Oberschlesien. Als neues erfolgreiches Abbauverfahren führte er den Spülversatz ein, den er in südafrikanischen Goldminen kennengelernt hatte. 
Auch in sozialen Bereichen erwarb er sich große Verdienste: er gründete u. a. viele Wohlfahrtseinrichtungen für seine Arbeiter und Angestellten. Die Einwohnerzahl in Ruda nahm während seines Wirkens von 7.500 auf 18.000 zu. Unter den schlesischen Wirtschaftsführern nimmt er eine herausragende Stellung ein. 
Im Jahr 1900 wurde ihm der Ehrentitel königlicher geheimer Bergrat verliehen. Aus diesem Anlass übergab ihm Franz von Ballestrem aus persönlicher Dankbarkeit den aus purem Gold und vielen Edelsteinen besetzten Ehrenschlägel, der heute im Bergbaumuseum Bochum zu besichtigen ist. 
Am 25. Oktober 1910 starb Pieler. Er wurde in einer eigens für ihn errichteten Grabkapelle, die von zwei Bronzeengeln und einer lebensgroßen Marmorgruppe „Jesus empfängt den heimkommenden Bergrat“ gerahmt wird, geschaffen von dem Berliner Bildhauer Professor Limburg, beigesetzt. 
Sein ältester Sohn Franz Pieler führte sein Werk erfolgreich fort.

## Schriften
- Über einfache Methoden zur Untersuchung der Grubenwetter. Aachen 1883, Verlag von Rudolf Barth